# Hipoteza Lindera
Hipoteza Lindera – koncepcja dotycząca powstawania strumieni handlu międzynarodowego, sformułowana przez S. Lindera w 1961 roku. Były to czasy tłumaczenia handlu międzynarodowego różnicami w postępie technologicznym między państwami. Koncepcja ta koncentruje się na popycie i dotyczy tylko wyrobów gotowych.
Założenia:
- eksportowane są towary, które znajdują zbyt także w danym kraju, ponieważ nie istnieje produkcja wyrobów gotowych wyłącznie na eksport
- popyt krajowy zależy od wielkości PKB per capita

Ustalając, że taka struktura popytu określa pewien zestaw dóbr, które znajdują zbyt w kraju, Linder doszedł do wniosku, że eksport odbywa się wtedy, gdy popyt w obu krajach pokrywa się. Czyli jeżeli kraje mają PKB per capita na podobnym poziomie, zawrą ze sobą więcej transakcji, niż kraje o różnych poziomach dochodu na jednego mieszkańca. Co więcej, kraje o niskim PKB per capita będą handlowały dobrami niższej jakości, bo taka będzie u nich struktura popytowa, a kraje o wysokim dochodzie na jednego mieszkańca wymienia się dobrami najwyższej jakości. Pomiędzy krajami o różnej strukturze popytu a więc o znacznej różnicy w dochodzie na jednego mieszkańca nie dojdzie do handlu międzynarodowego.